# Шимога
Шимога (каннада ಶಿವಮೊಗ್ಗ) — місто в індійському штаті Карнатака.

## Географія
Місто є адміністративним центром однойменного округу.

### Клімат
Місто знаходиться у зоні, котра характеризується кліматом тропічних саван. Найтепліший місяць — квітень із середньою температурою 22.9 °C (73.3 °F). Найхолодніший місяць — січень, із середньою температурою 20.1 °С (68.1 °F).
| Клімат Шимоги           | Клімат Шимоги | Клімат Шимоги | Клімат Шимоги | Клімат Шимоги | Клімат Шимоги | Клімат Шимоги | Клімат Шимоги | Клімат Шимоги | Клімат Шимоги | Клімат Шимоги | Клімат Шимоги | Клімат Шимоги | Клімат Шимоги |
| Показник                | Січ.          | Лют.          | Бер.          | Квіт.         | Трав.         | Черв.         | Лип.          | Серп.         | Вер.          | Жовт.         | Лист.         | Груд.         | Рік           |
| Середній максимум, °C   | 24,7          | 25,1          | 25,9          | 26,6          | 26            | 23,6          | 22,5          | 22,5          | 23,1          | 24            | 24,6          | 24,5          | 24,4          |
| Середня температура, °C | 20,1          | 20,7          | 21,9          | 22,9          | 22,8          | 21            | 20,3          | 20,3          | 20,5          | 20,9          | 20,8          | 20,2          | 21            |
| Середній мінімум, °C    | 15,6          | 16,3          | 18            | 19,3          | 19,6          | 18,4          | 18,2          | 18,2          | 17,9          | 18            | 17            | 15,9          | 17,7          |
| Норма опадів, мм        | 0.3           | 0.7           | 3.8           | 32.1          | 116.6         | 599.5         | 736.7         | 444.7         | 183.1         | 135.6         | 51            | 13.7          | 2317.9        |
| ----------------------- | ------------- | ------------- | ------------- | ------------- | ------------- | ------------- | ------------- | ------------- | ------------- | ------------- | ------------- | ------------- | ------------- |
| Джерело: Weatherbase    |               |               |               |               |               |               |               |               |               |               |               |               |               |

## Демографія
За даними всеіндійського перепису 2001 року у місті проживали 274 105 осіб, з яких чоловіки становили 51 %, жінки — відповідно 49 %. Рівень писемності дорослого населення становив 76 % (за загальноіндійського показника 59,5 %). Рівень писемності серед чоловіків становив 78 %, серед жінок — 70 %. 12 % населення було молодшим за 6 років.

## Транспорт

### Дороги
Шимога має хороше автомобільне сполучення з великими містами, такими як Бангалор, Майсур, Мангалор, Хублі, Давангере, Белларі. Через місто проходять дві головні національні траси: NH69 та NH169.

### Залізниця
У місті є дві залізничні станції. Центральною залізничною станцією Шивамогга Таун. Звідси курсують потяги до таких міст як Бангалор, Майсор (Майсур), Тірупаті та Ченнаї.

#### Повітряний транспорт
Шимога має власний аеропорт. Він розташований поблизу Согане, за 13 км на південь від міста та є першим аеропортом, яким керує корпорація Karnataka State Industrial & Infrastructure Development Corporation Limited. 